# Колеж по туризъм (Благоевград)
Колежът по туризъм в Благоевград, България е частно висше училище. Основан е през 2003 г.
В колежа са обучавани студенти за образователно-квалификационна степен „професионален бакалавър“ по следните специалности:
- „Бизнес администрация“
- „Организация и управление на хотели и ресторанти“
- „Организация и управление на туристическото обслужване“

Колежът издава научно списание за туристика „Пирински книжовни листи“, ISSN 1312 – 6911.
С решение от 6 март 2008 г. Акредитационният съвет на Националната агенция за оценяване и акредитация отказва акредитация на колежа и определя срок от 18 месеца (06.09.2009), в който училището да отстрани слабостите и подобри качеството на обучение.